# 福島県保育所一覧
福島県保育所一覧（ふくしまけんほいくしょいちらん）は、福島県の保育所の一覧。

## 公立保育所

### 福島市
- 福島市立春日保育所
- 福島市立渡利保育所
- 福島市立笹谷保育所
- 福島市立杉妻保育所
- 福島市立余目保育所
- 福島市立平野保育所
- 福島市立東浜保育所
- 福島市立蓬莱保育所
- 福島市立蓬莱第二保育所
- 福島市立野田保育所
- 福島市立御山保育所
- 福島市立飯野おひさま保育園
- 福島市立飯野あおぞら保育園

### 会津若松市
- 会津若松市立中央保育所
- 会津若松市立荒館保育所
- 会津若松市立川南保育所
- 会津若松市立広田保育所
- 会津若松市立広田保育所分園八田保育所
- 会津若松市立大田原保育所

### 郡山市
- 郡山市立芳賀保育所
- 郡山市立鶴見坦保育所
- 郡山市立大槻保育所
- 郡山市立開成保育所
- 郡山市立安積保育所
- 郡山市立永盛保育所
- 郡山市立成田保育所
- 郡山市立富久山保育所
- 郡山市立喜久田保育所
- 郡山市立中野保育所
- 郡山市立柳橋保育所
- 郡山市立香久池保育所
- 郡山市立西田保育所
- 郡山市立日和田保育所
- 郡山市立田村保育所
- 郡山市立桃見台保育所
- 郡山市立乙高保育所
- 郡山市立御代田保育所
- 郡山市立針生保育所
- 郡山市立桑野保育所
- 郡山市立柴宮保育所
- 郡山市立うねめ保育所
- 郡山市立富田保育所
- 郡山市立大成保育所
- 郡山市立熱海保育所

### いわき市
- いわき市立豊間保育園
- いわき市立高久保育園
- いわき市立あさひ保育園
- いわき市立白土保育所
- いわき市立常磐第一保育園
- いわき市立常磐第二保育園
- いわき市立泉保育所
- いわき市立滝尻保育所
- いわき市立下川保育所
- いわき市立玉露保育所
- いわき市立古湊保育所
- いわき市立本町保育所
- いわき市立渚保育所
- いわき市立宮保育所
- いわき市立綴保育所
- いわき市立御厩保育所
- いわき市立高坂保育所
- いわき市立菊田保育所
- いわき市立錦保育所
- いわき市立永崎保育所
- いわき市立窪田保育所
- いわき市立山田保育所
- いわき市立川部保育所
- いわき市立四倉保育所
- いわき市立久之浜保育所
- いわき市立小川保育所
- いわき市立三阪保育所
- いわき市立三和保育所
- いわき市立川前保育所
- いわき市立鹿島保育所
- いわき市立遠野保育所
- いわき市立田人保育所
- いわき市立夏井保育所
- いわき市立渡辺保育所

### 白河市
- 白河市立わかば保育園
- 白河市立さくら保育園
- 白河市立ひまわり保育園
- 白河市立おもてごう保育所
- 白河市立ひがし保育所
- 白河市立たいしん保育所

### 須賀川市
- 須賀川市立第一保育所
- 須賀川市立第二保育所
- 須賀川市立第三保育所
- 須賀川市立うつみね保育園
- 須賀川市立ぼたん保育園
- 須賀川市立白鳩保育園
- 須賀川市立長沼保育所
- 須賀川市立長沼東保育所
- 須賀川市立白江こども園
- 須賀川市立白方こども園

### 喜多方市
- 喜多方市立第一保育所
- 喜多方市立第二保育所
- 喜多方市立第四保育所
- 喜多方市立塩川保育所
- 喜多方市立駒形保育所
- 喜多方市立堂島保育所
- 喜多方市立姥堂保育所
- 喜多方市立山都保育所
- 喜多方市立荻野保育所
- 喜多方市立西羽賀保育所

### 二本松市
- 二本松市立かすみが丘保育所
- 二本松市立まつが丘保育所
- 二本松市立あだたら保育所
- 二本松市立あだち保育園
- 二本松市立小浜保育所
- 二本松市立いわしろさくらこども園
- 二本松市立とうわ保育所

### 田村市
- 田村市立滝根保育所
- 田村市立常葉保育所
- 田村市立船引保育所
- 田村市立都路こども園
- 田村市立大越こども園

### 南相馬市
- 南相馬市立原町あずま保育園
- 南相馬市立原町なかまち保育園
- 南相馬市立原町さくらい保育園
- 南相馬市立かしま保育園
- 南相馬市立かみまの保育園
- 南相馬市立おだか保育園

### 伊達市
- 伊達市立保原保育園
- 伊達市立保原保育園分園
- 伊達市立月舘保育園

### 本宮市
- 本宮市立本宮第一保育所
- 本宮市立本宮第二保育所
- 本宮市立本宮第三保育所
- 本宮市立五百川幼保総合施設保育所部
- 本宮市立白沢保育所

### 伊達郡
- 桑折町立醸芳保育所
- 国見町立藤田保育所
- 川俣町立すみよし保育園

### 安達郡
- 大玉村立大玉村保育所

### 岩瀬郡
- 鏡石町立鏡石保育所
- 鏡石町立鏡石保育所分園
- 天栄村立天栄保育所

### 南会津郡
- 南会津町立びわのかげ保育所
- 南会津町立田部原保育所
- 南会津町立伊南保育所
- 南会津町立南郷保育所
- 下郷町立湯野上保育所
- 下郷町立しもごう保育所
- 只見町立朝日保育所
- 只見町立只見保育所
- 只見町立明和保育所

### 耶麻郡
- 西会津町立野沢保育所
- 西会津町立野沢保育所芝草分所
- 磐梯町立磐梯町保育所
- 猪苗代町立川桁保育所
- 猪苗代町立中ノ沢保育所
- 猪苗代町立猪苗代保育所

### 河沼郡
- 会津坂下町立ばんげ保育所
- 湯川村立湯川村保育所
- 柳津町立西山保育所
- 柳津町立柳津保育所

### 大沼郡
- 会津美里町立さくら保育所
- 会津美里町立ひまわり保育所
- 会津美里町立本郷保育所
- 会津美里町立新鶴保育所
- 三島町立三島保育所
- 金山町立川口保育所
- 金山町立横田保育所
- 昭和村立昭和村保育所

### 西白河郡
- 西郷村立みずほ保育園
- 西郷村立まきば保育園
- 泉崎村立泉崎村保育所
- 中島村立中島保育所
- 矢吹町立あさひ保育園

### 東白川郡
- 矢祭町立やまつりこども園保育部
- 塙町立塙保育園
- 鮫川村立鮫川保育園

### 石川郡
- 石川町立第一保育所
- 石川町立第二保育所
- 石川町立野木沢保育所
- 玉川村立泉保育所
- 平田村立蓬田保育所
- 平田村立小平保育所
- 浅川町立浅川町保育所
- 古殿町立古殿保育所

### 田村郡
- 三春町立三春町第一保育所
- 三春町立三春町第二保育所
- 小野町立中央さくら保育園
- 小野町立夏井おおすぎ保育園
- 小野町立飯豊ひまわり保育園

### 双葉郡
- 広野町立広野町保育所
- 楢葉町立楢葉保育所
- 富岡町立富岡保育所
- 富岡町立夜の森保育所
- 川内村立かわうち保育園
- 大熊町立大熊町保育所
- 浪江町立コスモス保育園
- 浪江町立津島保育所

### 相馬郡
- 新地町立新地保育所
- 新地町立駒ケ嶺保育所
- 新地町立福田保育所